# Хорстдорф
Хорстдорф (нем. Horstdorf) — коммуна в Германии, в земле Саксония-Анхальт. 
Входит в состав района Анхальт-Цербст. Подчиняется управлению Вёрлитцер Винкель.  Население составляет 633 человека (на 31 декабря 2006 года). Занимает площадь 3,51 км². Официальный код  —  15 1 51 023.